# Список Героев Социалистического Труда (Оад — Омылаенко)
Эта страница является частью списка Героев Социалистического Труда и перечисляет в алфавитном порядке лиц, удостоенных звания Героя Социалистического Труда, чьи фамилии начинаются с буквы «О», от Оад до Омылаенко.
- Список не включает дважды и трижды Героев Социалистического Труда, а также лиц, лишённых этого звания.
- Список содержит информацию о датах жизни, роде деятельности и дате присвоения звания Героя.
- Герои, удостоенные звания посмертно, выделены в списке  серым цветом .
- Герои, сменившие фамилию после присвоения звания, приводятся в списках дважды, при этом строка с новой фамилией выделяется  бежевым цветом  и не имеет номера.

## Список людей, фамилии которых начинаются с «О»
| Навигационная таблица | Навигационная таблица |
| --------------------- | --------------------- |
| «О»                   | Оад — Омылаенко       |
| «О»                   | Оналдинов — Оясаар    |

| №          | Фамилия, имя, отчество              | Даты жизни              | Деятельность | Дата присвоения | ГС         |
| ---------- | ----------------------------------- | ----------------------- | --- | --------------- | ---------- |
| 1          | Оад Михкель Юханович                | 18.05.1930 — 25.12.2015 | Рыбак рыболовецкого колхоза «Ныукогуде Партизан» Пярнуского района Эстонской ССР | 13.04.1963      | [ ГС 1 ]   |
| 2          | Обидин Евгений Николаевич           | 1937 — 29.08.2016       | Бригадир комплексной бригады мостоотряда № 25 мостостроительного треста № 4 Министерства транспортного строительства СССР, гор. Капчагай Алма-Атинской области                                           | 10.03.1976      | [ ГС 2 ]   |
| 3          | Обливальный Павел Степанович        | 17.12.1904 — 21.02.1981 | Директор Петровской МТС Фрунзенской области | 15.02.1957      | [ ГС 3 ]   |
| 4          | Обловацкая Мария Алексеевна         | 27.07.1926 — 01.09.1993 | Доярка совхоза «Можайский» Можайского района Московской области | 22.03.1966      | [ ГС 4 ]   |
| 5          | Обнорская Мария Александровна       | 05.08.1931 — 19.12.1997 | Помощник мастера Вологодского льнокомбината Министерства лёгкой промышленности РСФСР | 09.06.1966      | [ ГС 5 ]   |
| 6          | Оболадзе Грузо Иванович             | род. 1927               | Бригадир проходчиков тоннельного отряда № 5 управления «Тбилтоннельстрой», Грузинская ССР | 02.04.1966      | [ ГС 6 ]   |
| 7          | Оболадзе Ираклий Онисимович         | 1904 — ????             | Бригадир проходчиков строительно-монтажного управления «Храмгэсстрой-2» Министерства электростанций СССР, Грузинская ССР                                                                                 | 09.08.1958      | [ ГС 7 ]   |
| 8          | Оборочану Иван Степанович           | род. 26.06.1937         | Бригадир виноградарской бригады колхоза имени Ленина Чимишлийского района Молдавской ССР | 08.04.1971      | [ ГС 8 ]   |
| 9          | Образцов Сергей Владимирович        | 05.07.1901 — 08.05.1992 | Главный режиссёр Государственного центрального театра кукол, народный артист СССР, гор. Москва | 09.07.1971      | [ ГС 9 ]   |
| 10         | Образцова Елена Васильевна          | 07.07.1939 — 12.01.2015 | Солистка оперы Государственного академического Большого театра СССР, народная артистка СССР, гор. Москва                                                                                                 | 27.12.1990      | [ ГС 10 ]  |
| 11         | Обручев Владимир Афанасьевич        | 10.10.1863 — 19.06.1956 | Директор Института мерзлотоведения Академии наук СССР, академик-секретарь Отделения геолого-географических наук АН СССР, академик АН СССР, гор. Москва                                                   | 10.06.1945      | [ ГС 11 ]  |
| 12         | Обрывко Марк Дмитриевич             | 10.07.1910 — 27.05.1999 | Начальник экспериментального цеха Эртильского сахарного завода, Воронежская область | 23.05.1966      | [ ГС 12 ]  |
| 13         | Обухов Алексей Иванович             | род. 1939               | Бригадир горнорабочих очистного забоя шахты «Анадырская» производственного объединения «Северовостокуголь» Министерства угольной промышленности СССР, Чукотский автономный округ Магаданской области     | 29.04.1986      | [ ГС 13 ]  |
| 14         | Обухов Дмитрий Иванович             | 25.12.1909 — 22.03.1977 | Директор шахты № 20 комбината «Карагандауголь» Министерства угольной промышленности восточных районов СССР, Карагандинская область                                                                       | 28.08.1948      | [ ГС 14 ]  |
| 15         | Обухов Николай Семёнович            | 19.12.1912 — 03.02.1992 | Шофёр Кезского леспромхоза Удмуртской АССР | 05.10.1957      | [ ГС 15 ]  |
| 16         | Обухов Павел Михайлович             | 06.06.1911 — ????       | Бригадир монтёров пути ремонтно-восстановительного поезда № 22 Управления строительства № 99 Министерства транспортного строительства СССР, Гурьевская область                                           | 07.05.1971      | [ ГС 16 ]  |
| 17         | Обухова Галина Николаевна           | 06.03.1927 — 01.09.2014 | Заведующая фермой колхоза «Рассвет» Советского района Марийской АССР | 22.03.1966      | [ ГС 17 ]  |
| 18         | Обухова Клавдия Николаевна          | 09.05.1904 — 03.08.2000 | Главный врач сельской участковой больницы Старополтавского района Волгоградской области | 04.02.1969      | [ ГС 18 ]  |
| 19         | Обущенко Светлана Николаевна        | род. 10.12.1936         | Бригадир по выращиванию молодняка птицы совхоза «Каменский» Елецкого района Липецкой области | 22.03.1966      | [ ГС 19 ]  |
| 20         | Обыдённов Дмитрий Степанович        | 05.10.1925 — 04.03.1983 | Старший вальцовщик цеха № 2 Лысьвенского металлургического завода Пермского совнархоза | 28.05.1960      | [ ГС 20 ]  |
| 21         | Овезклычев Менгли                   | 1929 — ????             | Звеньевой колхоза «Коммунизм» Ильялинского района Ташаузской области | 30.07.1951      | [ ГС 21 ]  |
| 22         | Овезов Берды                        | 1908 — ????             | Бригадир хлопководческой бригады колхоза имени Кирова Чарджоуского района Чарджоуской области | 14.02.1957      | [ ГС 22 ]  |
| 23         | Овезова Эне Меликкулиевна           | род. 19.07.1934         | Ткачиха Ашхабадской прядильно-ткацкой фабрики имени Дзержинского Совнархоза Туркменской ССР | 28.05.1960      |            |
| 24         | Овезчиков Яхши Сахат                | 1906 — ????             | Звеньевой колхоза «20 лет Октября» Тахта-Базарского района Марыйской области | 05.04.1948      | [ ГС 23 ]  |
| 25         | Овениязов Ишанкули                  | 1909 — ????             | Старший чабан совхоза «Калай-Мор» Марыйской области | 05.06.1958      | [ ГС 24 ]  |
| 26         | Овечкин Александр Петрович          | 08.09.1926 — 19.06.1998 | Генеральный директор Витебского производственного объединения «Монолит» имени 60-летия Великого Октября Министерства электронной промышленности СССР                                                     | 08.04.1986      | [ ГС 25 ]  |
| 27         | Овечкин Алексей Дмитриевич          | 13.02.1915 — 17.07.2000 | Председатель колхоза «Труд» Слободского района Кировской области | 24.04.1958      | [ ГС 26 ]  |
| 28         | Овечко Михаил Корнеевич             | 25.02.1911 — 27.02.1982 | Тракторист колхоза «Правда» Родионово-Несветайского района Ростовской области | 23.06.1966      | [ ГС 27 ]  |
| 29         | Овешникова Анна Савельевна          | 1912—1983               | Звеньевая колхоза «Путь к рассвету» Кромского района Орловской области | 30.03.1948      | [ ГС 28 ]  |
| 30         | Овеян Астхик Тиграновна             | 1927 — ????             | Доярка Казанчинского совхоза Гукасянского района Армянской ССР | 22.03.1966      | [ ГС 29 ]  |
| 31         | Оводенко Максим Борисович           | род. 11.08.1930         | Генеральный директор Куйбышевского металлургического производственного объединения имени В. И. Ленина Министерства авиационной промышленности СССР                                                       | 15.08.1990      | [ ГС 30 ]  |
| 32         | Овсиенко Андрей Акимович            | 07.01.1930 — 03.05.2004 | Звеньевой колхоза имени Кирова Новокубанского района Краснодарского края | 07.12.1973      | [ ГС 31 ]  |
| 33         | Овсяник Мария Павловна              | 12.02.1924 — ????       | Доярка колхоза имени Сталина Краснокутского района Харьковской области | 26.02.1958      | [ ГС 32 ]  |
| 34         | Овсянкина Надежда Кирилловна        | 13.11.1922 — 02.05.1994 | Бригадир совхоза «Шопшпа» Гаврилов-Ямского района Ярославской области | 11.12.1973      | [ ГС 33 ]  |
| 35         | Овсянников Аким Фёдорович           | 21.09.1902 — 24.04.1979 | Мастер завода № 20 Главмосжелезобетона, гор. Москва | 01.02.1957      | [ ГС 34 ]  |
| 36         | Овсянников Василий Иванович         | 01.02.1939 — 04.02.2004 | Оператор поста управления стана горячей прокатки Магнитогорского металлургического комбината имени В. И. Ленина Министерства чёрной металлургии СССР, Челябинская область                                | 12.05.1977      | [ ГС 35 ]  |
| 37         | Овсянников Владимир Михайлович      | 29.07.1922 — 06.03.1984 | Кантовщик голья кожевенного завода имени М. И. Калинина Министерства лёгкой промышленности РСФСР, гор. Богородск Горьковской области                                                                     | 09.06.1966      |            |
| 38         | Овсянников Константин Петрович      | 1927—1979               | Бригадир колхоза имени XIX партсъезда Энгельсского района Саратовской области | 23.06.1966      | [ ГС 36 ]  |
| 39         | Овсянников Феликс Васильевич        | 13.06.1928 — 19.02.2002 | Слесарь-наладчик Ленинградского конденсаторного завода «Кулон» Министерства электронной промышленности СССР                                                                                              | 16.01.1974      | [ ГС 37 ]  |
| 40         | Овсянникова Антонина Михайловна     | 06.06.1928 — 17.03.2023 | Доярка колхоза имени Тельмана Абрамовского района Воронежской области | 07.03.1960      | [ ГС 38 ]  |
| 41         | Овсянникова Дарья Михайловна        | 1915 — ????             | Доярка Первухинского свеклосовхоза Министерства пищевой промышленности СССР, Богодуховский район Харьковской области                                                                                     | 15.08.1951      |            |
| 42         | Овсянникова Екатерина Демидовна     | 1920 — ????             | Бригадир комплексной бригады колхоза «Заря» Тельмановского района Сталинской области | 26.02.1958      | [ ГС 39 ]  |
| 43         | Овсянникова Ефросинья Ефремовна     | 1913 — ????             | Доярка племенного завода «Пахомово» Заокского района Тульской области | 22.03.1966      |            |
| 44         | Овтов Александр Григорьевич         | 28.05.1930 — 14.08.2017 | Первый секретарь Каменского райкома КПСС, Пензенская область | 07.12.1973      | [ ГС 40 ]  |
| 45         | Овчар Евгений Лукьянович            | 17.01.1917 — 31.03.2003 | Председатель колхоза «Зоря комунизму» Любашёвского района Одесской области | 31.12.1965      | [ ГС 41 ]  |
| 46         | Овчаренко Андрей Андреевич          | 12.08.1939 — 24.01.2003 | Звеньевой механизированного звена колхоза «Память Ильича» Николаевского района Одесской области | 08.04.1971      | [ ГС 42 ]  |
| 47         | Овчаренко Дмитрий Николаевич        | 26.10.1940 — 04.03.2018 | Горновой Ждановского металлургического завода «Азовсталь» имени Орджоникидзе Министерства чёрной металлургии Украинской ССР, Донецкая область                                                            | 02.03.1981      | [ ГС 43 ]  |
| 48         | Овчаренко Екатерина Васильевна      | 15.05.1931 — 08.10.2018 | Бригадир рабочих Ждановского молочного завода Министерства мясной и молочной промышленности Украинской ССР, Донецкая область                                                                             | 26.04.1971      | [ ГС 44 ]  |
| 49         | Овчаренко Тимофей Алексеевич        | 1907 — ????             | Комбайнёр Отрадненской МТС Краснодарского края | 27.02.1951      | [ ГС 45 ]  |
| 50         | Овчаренко Тимофей Кириллович        | 26.01.1926 — 01.11.2014 | Бригадир совхоза «Ульяновский» Зеленовского района Уральской области | 19.04.1967      | [ ГС 46 ]  |
| 51         | Овчинников Алексей Васильевич       | 28.03.1935 — 12.05.2012 | Столяр Сортавальского мебельно-лыжного комбината Министерства лесной и деревообрабатывающей промышленности СССР, Карельская ССР                                                                          | 07.05.1971      | [ ГС 47 ]  |
| 52         | Овчинников Василий Сергеевич        | 05.03.1920 — 1983       | Старший печевой обжигово-восстановительного цеха комбината «Южуралникель» Оренбургского совнархоза | 09.06.1961      | [ ГС 48 ]  |
| 53         | Овчинников Илья Григорьевич         | 29.07.1931 — 02.08.2012 | Бригадир плотников-бетонщиков Промстройтреста Министерства промышленного строительства СССР, гор. Петрозаводск Карельской ССР                                                                            | 05.04.1971      | [ ГС 49 ]  |
| 54         | Овчинников Леонид Миронович         | 20.08.1922 — 10.11.2004 | Врач медико-санитарного отдела Кирово-Чепецкого химического комбината имени Б. П. Константинова Министерства среднего машиностроения СССР, Кировская область                                             | 23.10.1978      | [ ГС 50 ]  |
| 55         | Овчинников Леонид Николаевич        | 1919 — ????             | Бригадир планово-экономического совхоза-техникума Каушанского района Молдавской ССР | 30.04.1966      |            |
| 56         | Овчинников Михаил Иванович          | 23.11.1924 — 04.04.2006 | Электромонтажник сборочного цеха Машиностроительного завода имени М. В. Хруничева Министерства общего машиностроения СССР, гор. Москва                                                                   | 12.08.1976      | [ ГС 51 ]  |
| 57         | Овчинников Павел Николаевич         | 23.04.1903 — 22.12.1979 | Директор Института ботаники Академии наук Таджикской ССР, академик Академии наук Таджикской ССР, гор. Душанбе                                                                                            | 13.03.1969      | [ ГС 52 ]  |
| 58         | Овчинников Фёдор Яковлевич          | 18.02.1925 — 01.07.1994 | Директор Ново-Воронежской АЭС имени 50-летия СССР Министерства энергетики и электрификации СССР, Воронежская область                                                                                     | 03.01.1974      | [ ГС 53 ]  |
| 59         | Овчинников Юрий Анатольевич         | 02.08.1934 — 17.02.1988 | Академик, вице-президент Академии наук СССР, директор Института биоорганической химии имени М. М. Шемякина Академии наук СССР, гор. Москва                                                               | 25.06.1981      | [ ГС 54 ]  |
| 60         | Овчинникова Зинаида Николаевна      | 1914—1955               | Звеньевая колхоза «Новая деревня» Оханского района Молотовской области | 19.03.1948      | [ ГС 55 ]  |
| 61         | Овчинникова Нина Афанасьевна        | 23.02.1930 — 20.02.1991 | Доярка колхоза имени Радищева Гагаринского района Смоленской области | 08.04.1971      | [ ГС 56 ]  |
| 62         | Оганесян Айастан Шагенович          | 1906 — ????             | Бригадир совхоза имени Кирова Вединского района Армянской ССР | 30.04.1966      | [ ГС 57 ]  |
| 63         | Оганесян Дарчо Оганесович           | 19.05.1912 — 1983       | Секретарь Шаумяновского районного комитета Компартии Армении | 16.10.1953      | [ ГС 58 ]  |
| 64         | Оганесян Пайцар Саркисовна          | 1915 — ????             | Звеньевая колхоза имени Парижской Коммуны Арташатского района Армянской ССР | 27.09.1949      | [ ГС 59 ]  |
| 65         | Оганесян Саркис Мкртичевич          | 1923—1993               | Звеньевой колхоза имени Шаумяна Ахтинского района Армянской ССР | 02.02.1948      | [ ГС 60 ]  |
| 66         | Оганесян Тигран Акопович            | 1895 — ????             | Бригадир колхоза имени Арутюняна Ахтинского района Армянской ССР | 04.05.1948      | [ ГС 61 ]  |
| 67         | Оганесян Эрик Минасовна             | 14.01.1929 — 20.03.2016 | Звеньевая колхоза «Кармир ранчпар» Иджеванского района Армянской ССР | 14.06.1950      | [ ГС 62 ]  |
| 68         | Оганов Арам Михайлович              | 09.10.1925 — 26.09.2008 | Капитан теплохода «Александр Пушкин» Балтийского морского пароходства Министерства морского флота СССР, гор. Ленинград                                                                                   | 04.05.1971      | [ ГС 63 ]  |
| 69         | Оганова Шушаник Айрапетовна         | 1917 — ????             | Звеньевая виноградарского совхоза имени Низами Министерства пищевой промышленности СССР, Азербайджанская ССР                                                                                             | 04.09.1950      |            |
| 70         | Оганян Еноф Саакович                | 1921—1970               | Бригадир колхоза имени Берия Гагрского района Абхазской АССР | 03.05.1949      | [ ГС 64 ]  |
| 71         | Оганян Мисак Саакович               | 01.04.1924 — 29.06.1986 | Бригадир колхоза имени Берия Гагрского района Абхазской АССР | 03.05.1949      | [ ГС 65 ]  |
| 72         | Огнев Арефий Иванович               | 17.02.1923 — 13.08.2012 | Кузнец Горьковского автомобильного завода Министерства автомобильной промышленности СССР | 05.04.1971      | [ ГС 66 ]  |
| 73         | Огородников Павел Николаевич        | 1929—1999               | Забойщик шахты № 10—16 комбината «Приморскуголь» Министерства угольной промышленности СССР, гор. Партизанск Приморского края                                                                             | 30.03.1971      |            |
| 74         | Огородничук Ярослав Дмитриевич      | 23.05.1952 — 23.03.2003 | Бригадир монтёров пути строительно-монтажного поезда N 581 треста «Нижнеангарсктрансстрой» Министерства транспортного строительства СССР, Бурятская АССР                                                 | 10.08.1990      | [ ГС 67 ]  |
| 75         | Огреб Иван Павлович                 | 07.03.1921 — 17.12.1994 | Председатель колхоза «Червона зоря» Ахтырского района Сумской области | 08.04.1971      | [ ГС 68 ]  |
| 76         | Огурцов Николай Алексеевич          | 16.12.1915 — 1990       | Начальник Главного управления по водохозяйственному строительству и строительству совхозов в Краснодарском крае «Главкубаньрисстрой» Министерства мелиорации и водного хозяйства СССР                    | 25.02.1981      | [ ГС 69 ]  |
| 77         | Огылдурдыева Голя                   | 1920 — ????             | Звеньевая колхоза «12 лет РККА» Ашхабадского района Ашхабадской области | 17.06.1949      | [ ГС 70 ]  |
| 78         | Одаева Джумагуль                    | 1927 — ????             | Звеньевая колхоза «Тезе-Ел» Байрам-Алийского района Марыйской области | 11.06.1949      | [ ГС 71 ]  |
| 79         | Одарич Иван Лазаревич               | 23.12.1914 — 16.04.1979 | Директор совхоза «Искра» Черепановского района Новосибирской области | 22.03.1966      | [ ГС 72 ]  |
| 79.000001  | Одарчен Мария Игнатьевна            | 16.04.1928 — 13.02.2005 | Звеньевая колхоза «Радянська Украина» Красиловского района Хмельницкой области | 08.04.1971      | [ ГС 73 ]  |
| 80         | Одегов Иван Акимович                | 18.01.1877 — 13.01.1968 | Звеньевой семеноводческого колхоза «Победа» Асиновского района Томской области | 28.06.1949      | [ ГС 74 ]  |
| 81         | Одесский Фёдор Исаакович            | 1914 — ????             | Тракторист-скреперист Винницкого строительно-монтажного управления № 61 треста «Полесьеводстрой» Министерства мелиорации и водного хозяйства Украинской ССР                                              | 23.06.1966      |            |
| 82         | Одзял Константин Александрович      | 18.09.1924 — 05.09.1967 | Бригадир рыболовецкого колхоза «Нанайский партизан», Комсомольский сельский район Хабаровского края | 13.04.1963      | [ ГС 75 ]  |
| 83         | Одилов Ахмаджан                     | 01.05.1925 — 27.09.2017 | Председатель колхоза имени Ленина Папского района Ферганской области | 01.03.1965      | [ ГС 76 ]  |
| 84         | Одишария Лена Ермолаевна            | род. 1930               | Колхозница колхоза имени Берия Гегечкорского района Грузинской ССР | 01.09.1951      | [ ГС 77 ]  |
| 85         | Одноволик Наталья Ивановна          | 1922—2002               | Звеньевая колхоза имени Чапаева Нехворощанского района Полтавской области | 10.05.1948      |            |
| 86         | Односумов Дорофей Тимофеевич        | 1918—1974               | Председатель колхоза «Россия» Пермского района Пермской области | 23.06.1966      | [ ГС 78 ]  |
| 87         | Одобеску Вера Сергеевна             | род. 1934               | Раскройщица обувного объединения «Зориле» Министерства лёгкой промышленности Молдавской ССР, гор. Кишинёв                                                                                                | 05.04.1971      | [ ГС 79 ]  |
| 88         | Одуд Мефодий Петрович               | 30.06.1912 — 13.10.1994 | Комбайнёр Ольгинской МТС Приморско-Ахтарского района Краснодарского края | 10.06.1952      | [ ГС 80 ]  |
| 89         | Одыниця Иван Петрович               | род. 1930               | Станционный диспетчер станции Ясиноватая Донецкой железной дороги, Донецкая область | 02.04.1981      | [ ГС 81 ]  |
| 90         | Оекенев Нуратсалык                  | 1916—1969               | Заведующий конефермой колхоза «Пограничник» Маркакольского района Восточно-Казахстанской области | 23.07.1948      | [ ГС 82 ]  |
| 91         | Ожегова Анастасия Васильевна        | 11.11.1922 — 18.12.1999 | Трактористка колхоза «Россия» Дуванского района Башкирской АССР | 08.04.1971      | [ ГС 83 ]  |
| 92         | Ожегова Анисья Павловна             | 1907 — 28.03.1984       | Звеньевая колхоза «Красный Октябрь» Вожгальского района Кировской области | 23.06.1949      | [ ГС 84 ]  |
| 93         | Ожерельев Николай Васильевич        | 05.02.1920 — 04.01.2008 | Директор Таганрогского авиационного завода имени Георгия Димитрова Министерства авиационной промышленности СССР, Ростовская область                                                                      | 13.06.1984      | [ ГС 85 ]  |
| 94         | Ожиганов Владимир Сергеевич         | 02.02.1925 — 05.02.1991 | Директор Верх-Исетского металлургического завода Министерства чёрной металлургии СССР Свердловского совнархоза                                                                                           | 04.04.1985      | [ ГС 86 ]  |
| 95         | Ожина Евдокия Андреевна             | 21.08.1918 — 19.10.2006 | Бригадир рабочих Московской кондитерской фабрики «Большевик» Министерства пищевой промышленности РСФСР                                                                                                   | 26.04.1971      | [ ГС 87 ]  |
| 96         | Озёрный Марк Евстафьевич            | 03.06.1890 — 27.12.1957 | Звеньевой колхоза «Червоный партизан» Верхнеднепровского района Днепропетровской области | 19.03.1947      | [ ГС 88 ]  |
| 97         | Озеров Виктор Иванович              | 24.02.1929 — 21.07.2018 | Мастер по сложным работам треста «Краснодарнефтеразведка» объединения «Краснодарнефтегаз» Министерства нефтедобывающей промышленности СССР, Краснодарский край                                           | 23.05.1966      | [ ГС 89 ]  |
| 98         | Озеров Павел Андрианович            | род. 20.09.1929         | Сталевар Новолипецкого металлургического завода Министерства чёрной металлургии СССР, гор. Липецк | 30.03.1971      | [ ГС 90 ]  |
| 99         | Озюменко Василий Дмитриевич         | 19.02.1930 — 20.10.2008 | Директор совхоза «Элита» Москаленского района Омской области | 19.04.1967      | [ ГС 91 ]  |
| 100        | Окас Эвальд Карлович                | 28.11.1915 — 30.04.2011 | Эстонский живописец и график, народный художник СССР, гор. Таллин | 27.11.1985      | [ ГС 92 ]  |
| 101        | Окилов Саидолим                     | 1900—1977               | Полевод колхоза имени Жданова Ленинабадского района Ленинабадской области | 31.07.1952      |            |
| 102        | Окинчиц Евдоким Гаврилович          | 30.07.1911 — 18.12.1989 | Директор Полтавского электромеханического завода Министерства электронной промышленности СССР | 26.04.1971      | [ ГС 93 ]  |
| 103        | Окладников Алексей Павлович         | 03.10.1908 — 18.11.1981 | Директор Института истории, филологии и философии Сибирского отделения Академии наук СССР, академик АН СССР, гор. Новосибирск                                                                            | 02.10.1978      | [ ГС 94 ]  |
| 104        | Околелов Иван Нилович               | 19.11.1916 — 24.09.2003 | Главный инженер-винодел винкомбината «Массандра» Министерства пищевой промышленности Украинской ССР, Крымская область                                                                                    | 21.07.1966      | [ ГС 95 ]  |
| 105        | Окопная Валентина Владимировна      | род. 14.01.1939         | Председатель колхоза имени XXIV съезда КПСС Белоцерковского района Киевской области | 08.12.1973      | [ ГС 96 ]  |
| 106        | Окорков Владимир Андреевич          | 17.11.1915 — 04.08.1981 | Главный инженер службы сигнализации и связи Белорусской железной дороги, Минская область | 01.08.1959      | [ ГС 97 ]  |
| 107        | Окраинский Леонид Александрович     | 02.10.1912 — 10.05.1996 | Управляющий трестом «Челябметаллургстрой», Челябинская область | 11.08.1966      | [ ГС 98 ]  |
| 108        | Окропилашвили Георгий Александрович | 1916 — ????             | Звеньевой колхоза «Октомбрис Монаповари» Ванского района Грузинской ССР | 09.08.1949      | [ ГС 99 ]  |
| 109        | Оксень Пантелей Алексеевич          | 09.08.1930 — 04.02.2022 | Токарь Горловского машиностроительного завода имени С. М. Кирова Министерства тяжёлого, энергетического и транспортного машиностроения СССР, Донецкая область                                            | 05.04.1971      | [ ГС 100 ] |
| 110        | Окунев Василий Андреевич            | 1925 — 27.01.1973       | Первый секретарь Кзылтуского райкома Компартии Казахстана, Кокчетавская область | 13.12.1972      | [ ГС 101 ] |
| 111        | Окунев Владимир Александрович       | 30.06.1930 — 05.12.1991 | Главный конструктор Головного особого конструкторского бюро «Прожектор» Московского прожекторного завода Министерства электротехнической промышленности СССР, гор. Москва                                | 18.01.1977      | [ ГС 102 ] |
| 112        | Окунев Иван Васильевич              | 16.06.1906 — 05.10.1972 | Директор Уральского вагоностроительного завода имени Ф. Э. Дзержинского Министерства оборонной промышленности СССР гор. Нижний Тагил Свердловской области                                                | 28.07.1966      | [ ГС 103 ] |
| 113        | Окунева Татьяна Васильевна          | 15.03.1916 — 27.06.1991 | Старший чабан Московского племовцесовхоза Усть-Абаканского района Хакасской автономной области | 22.03.1966      | [ ГС 104 ] |
| 114        | Олейник Василий Фёдорович           | 01.04.1903 — 18.06.1992 | Председатель Богодуховского райисполкома, Харьковская область | 07.05.1948      | [ ГС 105 ] |
| 115        | Олейник Григорий Антонович          | 23.02.1932 — 04.09.2004 | Первый секретарь Семёновского райкома Компартии Украины, Полтавская область | 08.12.1973      | [ ГС 106 ] |
| 116        | Олейник Дарья Фёдоровна             | род. 1928               | Звеньевая колхоза имени Ленина Зачепиловского района Харьковской области | 28.02.1949      |            |
| 117        | Олейник Денис Игнатьевич            | 1897 — ????             | Председатель колхоза «Нове життя» Ладыжинского района Киевской области | 06.05.1948      |            |
| 118        | Олейник Ефрем Касьянович            | 1913 — 11.03.1988       | Бригадир Уладовского свеклосовхоза Министерства пищевой промышленности СССР, Литинский район Винницкой области                                                                                           | 30.04.1948      | [ ГС 107 ] |
| 119        | Олейник Николай Иванович            | 22.08.1921 — 20.07.1994 | Управляющий отделением совхоза имени Артёма Чутовского района Полтавской области | 23.06.1966      | [ ГС 108 ] |
| 120        | Олейник Прасковья Григорьевна       | 1907 — ????             | Звеньевая колхоза «Шлях до коммунизму» Изюмского района Харьковской области | 07.05.1948      |            |
| 121        | Олейник Фёдор Моисеевич             | 23.07.1911 — 22.01.2004 | Директор совхоза «Выдвиженец» Перещепинского района Днепропетровской области | 26.02.1958      | [ ГС 109 ] |
| 122        | Олейников Александр Григорьевич     | 1922 — ????             | Бригадир арматурщиков строительного управления высотной плотины управления строительства Ингурской ГЭС Министерства энергетики и электрификации СССР, Грузинская ССР                                     | 10.08.1979      | [ ГС 110 ] |
| 123        | Олейников Виталий Михайлович        | 04.06.1927 — 28.12.1999 | Капитан-директор Антарктической китобойной флотилии «Советская Россия» Министерства рыбного хозяйства СССР, Приморский край                                                                              | 01.03.1976      | [ ГС 111 ] |
| 124        | Олейников Иван Денисович            | 10.06.1910 — 12.12.1984 | Старший мастер по сложным работам треста «Грознефтеразведка» Чечено-Ингушского совнархоза | 19.03.1959      | [ ГС 112 ] |
| 125        | Олейников Никита Иванович           | 28.05.1904 — 01.02.1976 | Дежурный по станции Липки Сталинградской железной дороги | 05.11.1943      | [ ГС 113 ] |
| 126        | Олейников Николай Григорьевич       | 1937 — 08.2004          | Бригадир проходчиков шахтостроительного управления № 4 комбината «Днепрошахтстрой» Министерства угольной промышленности Украинской ССР, гор. Павлоград Днепропетровской области                          | 20.04.1983      | [ ГС 114 ] |
| 127        | Олейников Савва Иванович            | 29.06.1909 — 09.01.1976 | Директор совхоза имени Чкалова Ленинск-Кузнецкого района Кемеровской области | 08.04.1971      | [ ГС 115 ] |
| 128        | Олейникова Анна Васильевна          | 13.02.1928 — 25.11.1972 | Звеньевая колхоза «Стахановец» Зеленчукского района Ставропольского края | 29.04.1948      | [ ГС 116 ] |
| 129        | Олейникова Пелагея Гавриловна       | 01.01.1910 — 21.03.1988 | Звеньевая семеноводческого совхоза «Красная волна» Министерства совхозов СССР, Великобурлукский район Харьковской области                                                                                | 13.03.1948      | [ ГС 117 ] |
| 130        | Олексенко Мария Яковлевна           | род. 1923               | Доярка колхоза имени Кирова Мало-Девицкого района Черниговской области | 28.08.1953      |            |
| 131        | Олексенко Николай Михайлович        | 28.06.1929 — 17.02.1997 | Бригадир тракторной бригады колхоза «За мир» Магдалиновского района Днепропетровской области | 08.12.1973      | [ ГС 118 ] |
| 132        | Олексюк Дмитрий Георгиевич          | 19.04.1939 — 08.07.2005 | Механизатор колхоза «Радянська Буковына» Кицманского района Черновицкой области | 15.12.1972      | [ ГС 119 ] |
| 133        | Олексюк Лаврентий Денисович         | 13.06.1918 — 2001       | Председатель колхоза «Коммунар» Улановского района Винницкой области | 28.08.1952      | [ ГС 120 ] |
| 134        | Олендарь Зинаида Ивановна           | 1922—1999               | Фрезеровщица Пермского машиностроительного завода имени В. И. Ленина Западно-Уральского совнархоза | 10.10.1963      | [ ГС 121 ] |
| 135        | Оленькова Анастасия Яковлевна       | 26.12.1932 — 15.11.2018 | Доярка опытно-производственного хозяйства «Черепановское» Черепановского района Новосибирской области | 21.12.1983      | [ ГС 122 ] |
| 136        | Олефиренко Анна Матвеевна           | 1916 — ????             | Свинарка совхоза имени Максима Горького Кавказского района Краснодарского края | 31.10.1957      |            |
| 137        | Олефиренко Надежда Фёдоровна        | 17.06.1935 — 07.04.2012 | Штамповщица Киевского радиозавода Министерства общего машиностроения СССР | 16.01.1974      | [ ГС 123 ] |
| 138        | Олефирова Надежда Александровна     | род. 1926               | Звеньевая колхоза имени Ленина Зачепиловского района Харьковской области | 28.02.1949      |            |
| 139        | Олехов Михаил Васильевич            | 21.11.1911 — 26.11.1985 | Рамщик Архангельского лесопильно-деревообрабатывающего комбината имени В. И. Ленина Министерства лесной, целлюлозно-бумажной и деревообрабатывающей промышленности СССР                                  | 17.09.1966      | [ ГС 124 ] |
| 140        | Олешко Егор Григорьевич             | 10.08.1933 — 09.07.2016 | Старший чабан колхоза имени XVII партконференции Ремонтненского района Ростовской области | 08.04.1971      | [ ГС 125 ] |
| 141        | Олешко Ольга Ивановна               | род. 1939               | Доярка племенного завода «Тростянец» Ичнянского района Черниговской области | 22.03.1966      | [ ГС 126 ] |
| 142        | Олешко Пётр Терентьевич             | 08.10.1918 — 03.1991    | Первый секретарь Комсомольского райкома Компартии Казахстана, Актюбинская область | 22.02.1982      | [ ГС 127 ] |
| 143        | Олиевский Андрей Сергеевич          | род. 01.12.1928         | Бригадир колхоза «Маяк» Червоноармейского района Ровенской области | 15.12.1972      |            |
| 144        | Олищук Пётр Григорьевич             | 1912 — ????             | Председатель колхоза имени Ленинского комсомола Сокальского района Львовской области | 26.02.1958      | [ ГС 128 ] |
| 145        | Олиярник Христина Алексеевна        | род. 15.10.1932         | Доярка колхоза имени Щорса Самборского района Львовской области | 06.09.1973      |            |
| 146        | Оллыкайнен Мария Фёдоровна          | 25.08.1919 — ????       | Доярка совхоза «Удева» Министерства совхозов СССР, Пайдеский уезд Эстонской ССР | 05.10.1949      | [ ГС 129 ] |
| 147        | Олонцев Михаил Иванович             | 15.10.1911 — 12.11.1990 | Директор Братского лесопромышленного комплекса Министерства целлюлозно-бумажной промышленности СССР, Иркутская область                                                                                   | 20.04.1971      | [ ГС 130 ] |
| 148        | Ольхов Василий Иванович             | 10.01.1928 — 12.12.2009 | Электросварщик Пермского завода железобетонных конструкций № 3 Министерства промышленности строительных материалов РСФСР                                                                                 | 28.07.1966      | [ ГС 131 ] |
| 149        | Ольховик Пётр Маркович              | 21.01.1922 — 02.1996    | Председатель колхоза имени Кирова Литинского района Винницкой области | 28.08.1952      | [ ГС 132 ] |
| 150        | Ольховиков Анатолий Иванович        | 07.1913 — 07.1965       | Старший мастер доменного цеха Череповецкого металлургического завода Вологодского совнархоза | 19.07.1958      | [ ГС 133 ] |
| 151        | Ольховский Юрий Иванович            | 03.05.1931 — 1998       | Токарь Станкостроительного завода имени В. И. Ленина Министерства машиностроения СССР, гор. Ворошиловград                                                                                                | 26.04.1971      | [ ГС 134 ] |
| 152        | Оманов Хамровали                    | род. 1932               | Бригадир колхоза «Ленинград» Папского района Наманганской области | 10.12.1973      | [ ГС 135 ] |
| 153        | Омарбеков Егемберди                 | 1925—1995               | Старший чабан колхоза имени Жданова Бугунского района Чимкентской области | 22.03.1966      | [ ГС 136 ] |
| 154        | Омаров Айтете                       | 1880 — ????             | Старший чабан каракулеводческого совхоза «Таласский» Министерства совхозов СССР, Таласский район Джамбулской области                                                                                     | 01.12.1949      | [ ГС 137 ] |
| 155        | Омаров Байдилда                     | 09.05.1902 — 25.09.1969 | Заведующий овцеводческой фермой колхоза имени Амангельды Иманова Амангельдинского района Кустанайской области                                                                                            | 23.07.1948      | [ ГС 138 ] |
| 156        | Омаров Газиз Омарович               | 15.05.1925 — 11.05.2002 | Управляющий Джезказганским шахтопроходческим трестом имени 60-летия Октябрьской революции Министерства цветной металлургии Казахской ССР                                                                 | 02.03.1981      | [ ГС 139 ] |
| 157        | Омаров Гайнолла Омарович            | 1910 — ????             | Председатель сельхозартели имени Абая Больше-Нарымского района Восточно-Казахстанской области | 11.01.1957      | [ ГС 140 ] |
| 158        | Омаров Кидралы                      | 1922—1978               | Машинист горного комбайна шахты № 31 треста «Ленинуголь» Управления угольной промышленности Казахской ССР, гор. Караганда                                                                                | 29.06.1966      | [ ГС 141 ] |
| 159        | Омаров Клышбай                      | 1907 — ????             | Старший чабан колхоза «Талапты» Шаульдерского района Южно-Казахстанской области | 23.07.1948      | [ ГС 142 ] |
| 160        | Омаров Мамаит                       | 12.01.1905 — 23.12.1983 | Директор совхоза «Ермаковский» Ермаковского района Павлодарской области | 22.03.1966      | [ ГС 143 ] |
| 161        | Омаров Сагандык                     | 1913—1979               | Старший машинист турбин Усть-Каменогорской ТЭЦ Министерства энергетики и электрификации Казахской ССР, Восточно-Казахстанская область                                                                    | 20.04.1971      | [ ГС 144 ] |
| 162        | Омаров Хабдулла                     | 1902—1954               | Председатель колхоза имени Карла Маркса Урдинского района Западно-Казахстанской области | 23.07.1948      | [ ГС 145 ] |
| 163        | Омарова Бибижамал                   | 01.01.1922 — 12.16.1996 | Машинист поверхностных машин и механизмов шахты имени Кирова, гор. Караганда | 07.03.1960      | [ ГС 146 ] |
| 164        | Омелько Мария Николаевна            | 1909 — ????             | Доярка колхоза «Зоря комунизму» Сокальского района Львовской области | 26.02.1958      | [ ГС 147 ] |
| 165        | Омельченко Василий Иванович         | 25.12.1918 — 06.02.1988 | Директор Запорожского моторостроительного завода имени П. И. Баранова Министерства авиационной промышленности СССР                                                                                       | 22.07.1966      | [ ГС 148 ] |
| 166        | Омельченко Иван Дмитриевич          | 18.09.1919 — 03.11.2000 | Главный конструктор системы А-35М Научно-исследовательского института радиоприборостроения Центрального научно-производственного объединения «Вымпел» Министерства радиопромышленности СССР, гор. Москва | 26.09.1979      | [ ГС 149 ] |
| 167        | Омельченко Семён Архипович          | 15.02.1930 — 02.1995    | Капитан малого рыболовного траулера «Шквал» рыболовецкого колхоза имени Орлова, гор. Таганрог Ростовской области                                                                                         | 13.04.1963      | [ ГС 150 ] |
| 168        | Омельченко Яков Андреевич           | 1905—1964               | Скотник колхоза имени Будённого Степновского района Ростовской области | 13.10.1953      | [ ГС 151 ] |
| 168.000002 | Омельян Софья Максимовна            | 01.05.1904 — 01.03.1986 | Звеньевая колхоза имени Чапаева Нехворощанского района Полтавской области | 10.05.1948      |            |
| 169        | Омельяненко Константин Сергеевич    | род. 1936               | Председатель колхоза «Россия» Волновахского района Донецкой области | 16.10.1990      | [ ГС 152 ] |
| 170        | Омеридзе Надежда Филимоновна        | 1909 — ????             | Бетонщица стройуправления № 6 треста «Главтбилстрой», гор. Тбилиси | 07.03.1960      | [ ГС 153 ] |
| 171        | Омылаенко Андрей Константинович     | род. 1930               | Бригадир монтажников Славянского специализированного управления № 7 треста «Донбасспромхиммонтаж» Министерства монтажных и специальных строительных работ Украинской ССР, Донецкая область               | 23.05.1980      | [ ГС 154 ] |

| Навигационная таблица | Навигационная таблица |
| --------------------- | --------------------- |
| «О»                   | Оад — Омылаенко       |
| «О»                   | Оналдинов — Оясаар    |